# Асконій Педіан
Квінт Асконій Педіан (лат. Quintus Asconius Pedianus; 9 до н. е. — 76 н. е.) — відомий давньоримський граматик, письменник та коментатор.

## Життєпис
Народився у м. Патавіум (сучасна Падуя). Значну частину прожив у рідному місті. Згодом перебрався до Риму. Ймовірно, це сталося у правління імператора Клавдія.
Відомий, перш за все, своїми коментарями до промов Цицерона (створено у 54-57 роках), які він написав для своїх синів (імена не збереглися). На жаль, цих коментарів збереглося лише до 5 промов. Для них користувався працями Помпонія Аттіка та архівами римського сенату. Також Педіан збирав листи та праці сучасників Цицерона — Варрона, Тіта Помпонія Аттика, Валерія Анціата, Фенестелли, Тудітана.
Окрім того, у доробку Асконія є праці про життя Саллюстія Криспа, захист Вергілія, трактат стосовно здоров'я та тривалого життя «Бенкет».
Відрізнявся від граматиків свого часу ретельно розробленими методами дослідження, ґрунтовним вивченням джерел та зрозумілістю мови викладання.